# Oceania Cup 2019
Oceania Cup 2019 – ósmy turniej z cyklu Oceania Cup, międzynarodowe zawody rugby union organizowane przez Oceania Rugby dla rozwijających się zespołów z Oceanii, które odbyły się w dniach 23–31 sierpnia 2019 roku w Port Moresby.

## Informacje ogólne
Na początku sierpnia 2019 roku ogłoszono, że Papua-Nowa Gwinea będzie gościć mistrzostwa Oceanii przez kolejne cztery lata, jednocześnie zaprezentowano uczestników oraz harmonogram rozgrywek. Cztery uczestniczące zespoły rywalizowały systemem kołowym w ciągu trzech meczowych dni. Zwycięzca meczu zyskiwał cztery punkty, za remis przysługiwały dwa punkty, porażka nie była punktowana, a zdobycie przynajmniej czterech przyłożeń lub przegrana nie więcej niż siedmioma punktami premiowana była natomiast punktem bonusowym. Sędziowie zawodów.
W zawodach zadebiutowała reprezentacja Nauru, Niue natomiast powróciło do rozgrywek po ośmiu latach. W turnieju z kompletem zwycięstw triumfowała reprezentacja gospodarzy.

## Mecze
| 23 sierpnia 201915:30 | Papua-Nowa Gwinea | 89:5 | Nauru | PNG Football Stadium, Port Moresby Sędzia: Posi Isamaeli |
| 23 sierpnia 201915:30 |                   | 89:5 |       | PNG Football Stadium, Port Moresby Sędzia: Posi Isamaeli |

| 23 sierpnia 201913:00 | Wyspy Salomona | 17:19 | Niue | PNG Football Stadium, Port Moresby Sędzia: Kaveni Talemaivalagi |
| 23 sierpnia 201913:00 |                | 17:19 |      | PNG Football Stadium, Port Moresby Sędzia: Kaveni Talemaivalagi |

| 27 sierpnia 201915:30 | Niue | 10:29 | Papua-Nowa Gwinea | PNG Football Stadium, Port Moresby Sędzia: Posi Isamaeli |
| 27 sierpnia 201915:30 |      | 10:29 |                   | PNG Football Stadium, Port Moresby Sędzia: Posi Isamaeli |

| 27 sierpnia 201913:00 | Nauru | 7:61 | Wyspy Salomona | PNG Football Stadium, Port Moresby Sędzia: David Vosalevu |
| 27 sierpnia 201913:00 |       | 7:61 |                | PNG Football Stadium, Port Moresby Sędzia: David Vosalevu |

| 31 sierpnia 201913:00 | Niue | 89:5 | Nauru | PNG Football Stadium, Port Moresby Sędzia: David Vosalevu |
| 31 sierpnia 201913:00 |      | 89:5 |       | PNG Football Stadium, Port Moresby Sędzia: David Vosalevu |

| 31 sierpnia 201915:30 | Papua-Nowa Gwinea | 15:13 | Wyspy Salomona | PNG Football Stadium, Port Moresby Sędzia: Kaveni Talemaivalagi |
| 31 sierpnia 201915:30 |                   | 15:13 |                | PNG Football Stadium, Port Moresby Sędzia: Kaveni Talemaivalagi |